# HNK 고리차
HNK 고리차(크로아티아어: Hrvatski nogometni klub Gorica)는 크로아티아의 축구단이다. 자그레브주에 위치한 벨리카고리차를 연고로 하고 있으며, 2009년에 창단되었다.

## 선수 명단

### 현역
참고: FIFA 자격 규정에 따라 소속된 국가대표팀 국기를 표시합니다. 선수는 복수의 FIFA 비회원국 국적을 가지고 있을 수 있습니다.
| 번호 | 포지션 | 국적         | 이름                |
| ---- | ------ | ------------ | ------------------- |
| 7    | MF     | 알바니아     | 에이드리언 파야지티 |
| 8    | MF     | 콩고 공화국  | 메르베이 은독킷     |
| 14   | MF     | 북마케도니아 | 아공 엘레지         |
| 27   | DF     | 슬로베니아   | 그레고르 시코세크   |
| 29   | MF     | 세르비아     | 니콜라 요이치       |

| 번호 | 포지션 | 국적 | 이름 |
| ---- | ------ | ---- | ---- |

## 역대 감독
| 감독            | 임기        |
| --------------- | ----------- |
| 스레텐 추크     | 2011 ~ 2012 |
| 마리오 카레비치 | 2024 ~      |